# Национальный союз кинематографистов Украины
Национальный союз кинематографистов Украины (НСКУ; укр. Національна спілка кінематографістів України, НСКУ) — всеукраинская неполитическая творческая общественная организация, объединяющая работников национального кино. Согласно уставу НСКУ, целью союза является содействие развитию украинских экранных искусств как органической составляющей национальной и мировой культуры, участие в создании концепций развития и сотрудничества киноотрасли и телевидеопространства, защита творческих профессиональных, авторских и социальных прав членов Союза.

## История
Создан в 6 февраля 1958 года постановлением Совета министров УССР (первоначальное название — Союз кинематографистов Украины, СКУ) в качестве регионального отделения Союза кинематографистов СССР. Устав Союза принят на первом учредительном съезде в январе 1963 года; тогда же избрано правление Союза с центром в Киеве (председатель — Тимофей Левчук).
Работа СКУ была распределена по секциям и комиссиям: художественной, научно-популярной и хроникально-документальной кинематографии, кинодраматургии, кинокритики, науки и техники, истории и теории кино и т. д. Совместно с Государственным комитетом Совета Министров УССР по делам кинематографии Союз кинематографистов Украины издавал (с 1961 года) ежемесячный журнал «Новини кіноекрана» (Новости киноэкрана).
Действующий председатель правления Союза — Сергей Борденюк. Количественный состав Союза — 1223 человека.

## Награды
- Почётная грамота Президиума Верховного Совета РСФСР (5 июня 1969) — за большой вклад в развитие и укрепление взаимосвязей братских национальных культур и активное участие в проведении Декады украинской литературы и искусства в РСФСР[3].
- Почётная грамота Президиума Верховного Совета РСФСР (1979 год)[4].